# Zmierzch cywilny

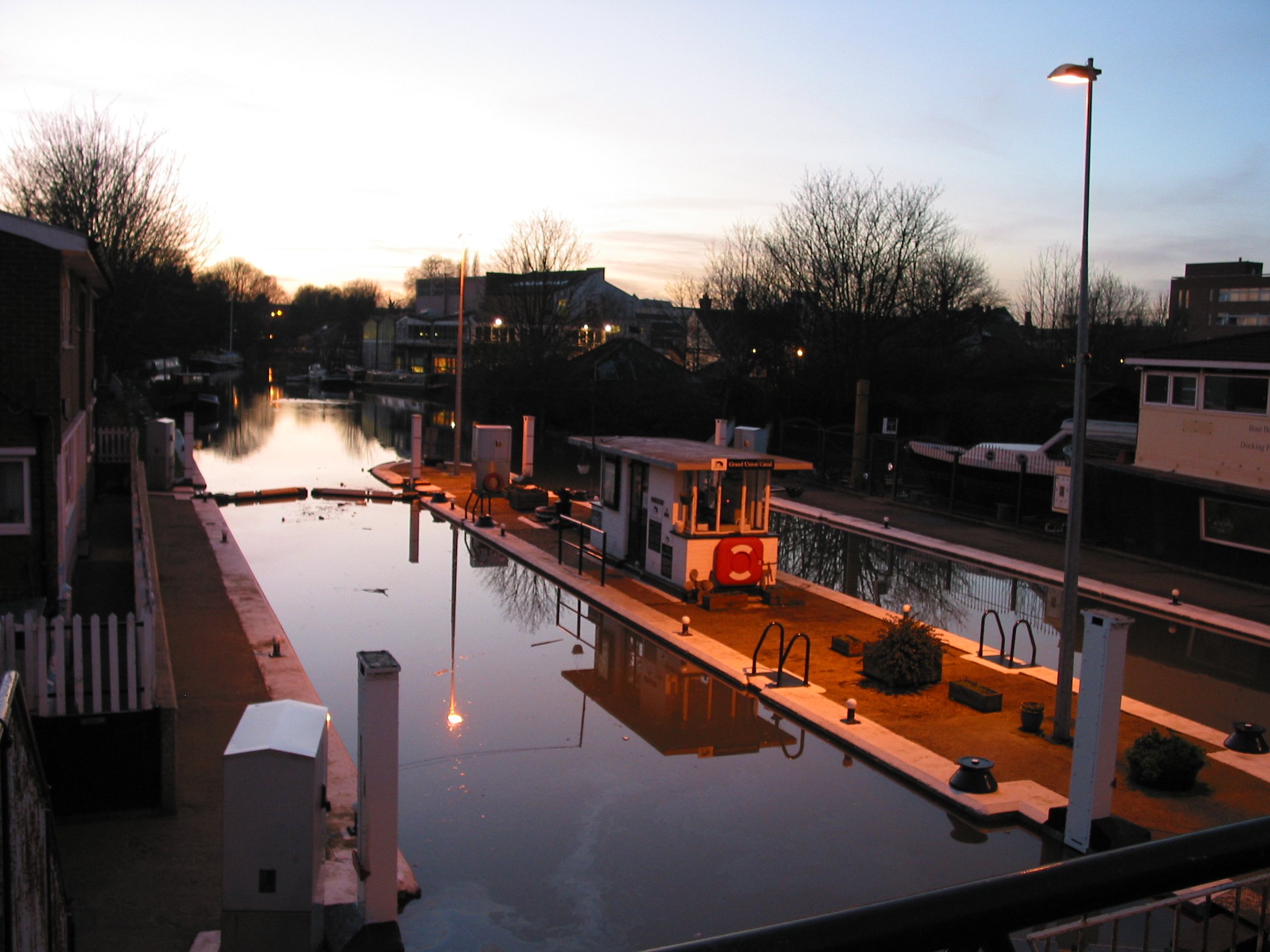
Nad Tamizą (Wielka Brytania), styczeń, godz. 16:45

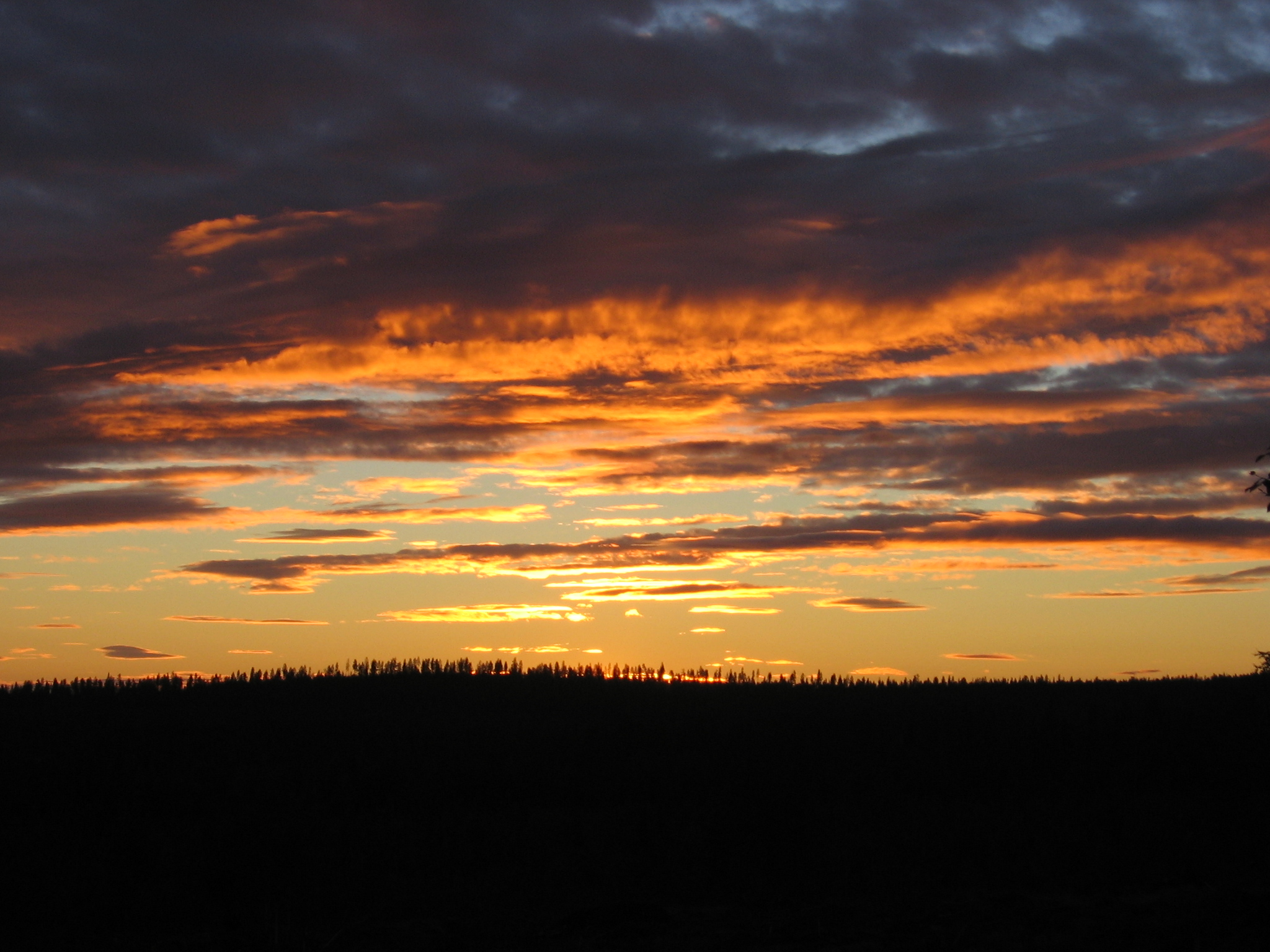
W Laponii (Finlandia), lipiec, przed północą

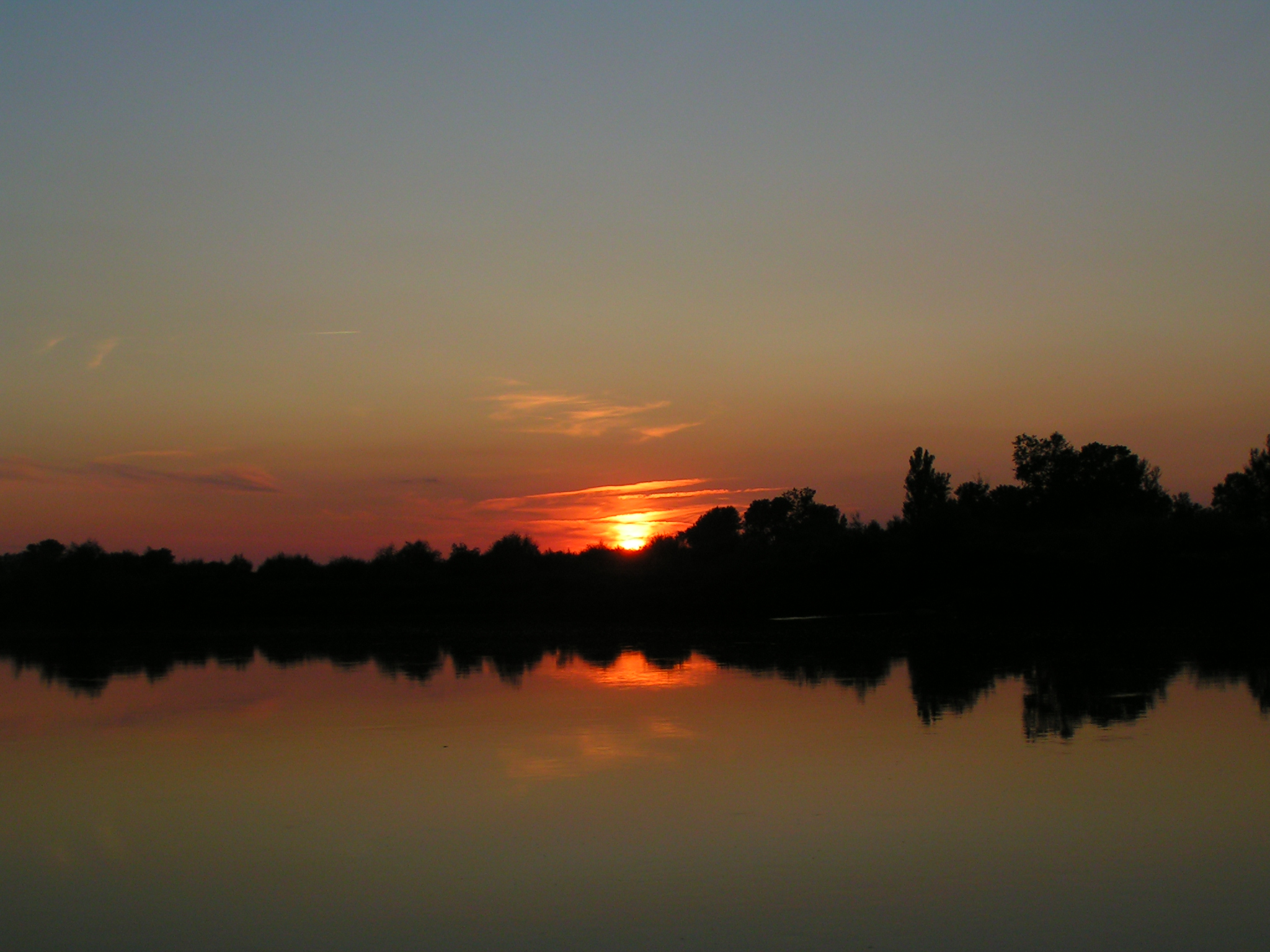
Zachód słońca i zmierzch cywilny w Samocicach, 8 sierpnia 2009, przed północą

Zmierzch cywilny (także kalendarzowy) – faza zachodu Słońca, w której środek tarczy słonecznej znajdzie się nie więcej niż 6 stopni kątowych poniżej horyzontu (tarcza słoneczna oglądana z Ziemi ma średnicę ok. pół stopnia). W tym czasie pojawiają się na niebie (przy dobrej przejrzystości powietrza) najjaśniejsze gwiazdy i planety („Gwiazda Wieczorna”, „pierwsza gwiazdka” w Wigilię). Ze względu na rozproszenie światła w atmosferze jest jeszcze na ogół dostatecznie dużo światła słonecznego do normalnej działalności na otwartej przestrzeni bez sztucznych źródeł światła.
Nazwa tej fazy zmierzchu odnosi się do uwarunkowań prawnych w Polsce;
Długość trwania zmierzchu zależy od bieżącej deklinacji Słońca oraz szerokości geograficznej miejsca. Na szerokości geograficznej 50° długość zmierzchu cywilnego waha się od pół godziny w okolicach równonocy do około 45 minut w okolicach przesilenia letniego i zimowego. Im bardziej przesuwamy się na północ, tym bardziej wzrasta długość zmierzchu, doprowadzając czasem do zjawiska białej nocy.
Porannym analogiem zmierzchu cywilnego jest świt cywilny.